# Trippie Redd/Diskografie
Diese Diskografie ist eine Übersicht über die musikalischen Werke der US-amerikanischer Rappers Trippie Redd. Den Schallplattenauszeichnungen zufolge hat er bisher mehr als 66,7 Millionen Tonträger verkauft, davon alleine in seiner Heimat über 60,5 Millionen. Seine erfolgreichste Veröffentlichung ist die Single Fuck Love mit über 11,2 Millionen verkauften Einheiten.

## Alben

### Studioalben
| Jahr | Titel Musiklabel                                  | Höchstplatzierung, Gesamtwochen, AuszeichnungChartplatzierungen (Jahr, Titel, Musiklabel, Platzierungen, Wochen, Auszeichnungen, Anmerkungen) | Höchstplatzierung, Gesamtwochen, AuszeichnungChartplatzierungen (Jahr, Titel, Musiklabel, Platzierungen, Wochen, Auszeichnungen, Anmerkungen) | Höchstplatzierung, Gesamtwochen, AuszeichnungChartplatzierungen (Jahr, Titel, Musiklabel, Platzierungen, Wochen, Auszeichnungen, Anmerkungen) | Höchstplatzierung, Gesamtwochen, AuszeichnungChartplatzierungen (Jahr, Titel, Musiklabel, Platzierungen, Wochen, Auszeichnungen, Anmerkungen) | Höchstplatzierung, Gesamtwochen, AuszeichnungChartplatzierungen (Jahr, Titel, Musiklabel, Platzierungen, Wochen, Auszeichnungen, Anmerkungen) | Anmerkungen                                                 |
| Jahr | Titel Musiklabel                                  | DE | AT | CH | UK | US | Anmerkungen                                                 |
| ---- | ------------------------------------------------- | --- | --- | --- | --- | --- | ----------------------------------------------------------- |
| 2018 | Life’s a Trip TenThousand Projects                | DE98 (1 Wo.)DE | — | CH39 (1 Wo.)CH | UK19 Silber · (3 Wo.)UK | US4 Platin · (60 Wo.)US | Erstveröffentlichung: 10. August 2018 Verkäufe: + 1.155.000 |
| 2019 | ! TenThousand Projects                            | DE79 (1 Wo.)DE | AT44 (1 Wo.)AT | CH32 (1 Wo.)CH | UK19 (1 Wo.)UK | US3 (13 Wo.)US | Erstveröffentlichung: 9. August 2019                        |
| 2020 | Pegasus 1400 Entertainment / TenThousand Projects | — | — | CH56 (1 Wo.)CH | UK79 (1 Wo.)UK | US2 Gold · (15 Wo.)US | Erstveröffentlichung: 30. Oktober 2020 Verkäufe: + 500.000  |
| 2021 | Trip at Knight 1400 Entertainment / 10K Projects  | DE47 (1 Wo.)DE | AT11 (1 Wo.)AT | CH6 (1 Wo.)CH | UK15 (2 Wo.)UK | US2 Gold · (27 Wo.)US | Erstveröffentlichung: 20. August 2021 Verkäufe: + 547.500   |
| 2023 | Mansion Musik 1400 Entertainment / 10K Projects   | DE51 (1 Wo.)DE | AT31 (1 Wo.)AT | CH19 (1 Wo.)CH | UK79 (1 Wo.)UK | US3 (4 Wo.)US | Erstveröffentlichung: 20. Januar 2023                       |

### Mixtapes
| Jahr | Titel Musiklabel                                         | Höchstplatzierung, Gesamtwochen, AuszeichnungChartplatzierungen (Jahr, Titel, Musiklabel, Platzierungen, Wochen, Auszeichnungen, Anmerkungen) | Höchstplatzierung, Gesamtwochen, AuszeichnungChartplatzierungen (Jahr, Titel, Musiklabel, Platzierungen, Wochen, Auszeichnungen, Anmerkungen) | Höchstplatzierung, Gesamtwochen, AuszeichnungChartplatzierungen (Jahr, Titel, Musiklabel, Platzierungen, Wochen, Auszeichnungen, Anmerkungen) | Höchstplatzierung, Gesamtwochen, AuszeichnungChartplatzierungen (Jahr, Titel, Musiklabel, Platzierungen, Wochen, Auszeichnungen, Anmerkungen) | Höchstplatzierung, Gesamtwochen, AuszeichnungChartplatzierungen (Jahr, Titel, Musiklabel, Platzierungen, Wochen, Auszeichnungen, Anmerkungen) | Anmerkungen                                                   |
| Jahr | Titel Musiklabel                                         | DE | AT | CH | UK | US | Anmerkungen                                                   |
| ---- | -------------------------------------------------------- | --- | --- | --- | --- | --- | ------------------------------------------------------------- |
| 2017 | A Love Letter to You TenThousand Projects                | — | — | — | — | US64 Platin · (45 Wo.)US | Erstveröffentlichung: 12. Mai 2017 Verkäufe: + 1.040.000      |
| 2017 | A Love Letter to You 2 TenThousand Projects              | — | — | — | — | US34 (7 Wo.)US | Erstveröffentlichung: 6. Oktober 2017                         |
| 2018 | A Love Letter to You 3 TenThousand Projects              | — | — | CH62 (1 Wo.)CH | UK31 (2 Wo.)UK | US3 Platin · (54 Wo.)US | Erstveröffentlichung: 9. November 2018 Verkäufe: + 1.047.500  |
| 2019 | A Love Letter to You 4 TenThousand Projects              | — | — | CH43 (1 Wo.)CH | UK32 Silber · (3 Wo.)UK | US1 Platin · (66 Wo.)US | Erstveröffentlichung: 22. November 2019 Verkäufe: + 1.140.000 |
| 2023 | A Love Letter to You 5 1400 Entertainment / 10K Projects | — | — | — | — | US13 (2 Wo.)US | Erstveröffentlichung: 11. August 2023                         |

### EPs
| Jahr | Titel Musiklabel                                | Höchstplatzierung, Gesamtwochen, AuszeichnungChartplatzierungen (Jahr, Titel, Musiklabel, Platzierungen, Wochen, Auszeichnungen, Anmerkungen) | Höchstplatzierung, Gesamtwochen, AuszeichnungChartplatzierungen (Jahr, Titel, Musiklabel, Platzierungen, Wochen, Auszeichnungen, Anmerkungen) | Höchstplatzierung, Gesamtwochen, AuszeichnungChartplatzierungen (Jahr, Titel, Musiklabel, Platzierungen, Wochen, Auszeichnungen, Anmerkungen) | Höchstplatzierung, Gesamtwochen, AuszeichnungChartplatzierungen (Jahr, Titel, Musiklabel, Platzierungen, Wochen, Auszeichnungen, Anmerkungen) | Höchstplatzierung, Gesamtwochen, AuszeichnungChartplatzierungen (Jahr, Titel, Musiklabel, Platzierungen, Wochen, Auszeichnungen, Anmerkungen) | Anmerkungen                                               |
| Jahr | Titel Musiklabel                                | DE | AT | CH | UK | US | Anmerkungen                                               |
| ---- | ----------------------------------------------- | --- | --- | --- | --- | --- | --------------------------------------------------------- |
| 2023 | Saint Michael 1400 Entertainment / 10K Projects | — | — | — | — | US161 (1 Wo.)US | Erstveröffentlichung: 10. November 2023                   |
| 2024 | Genre: Sadboy Bad Boy Entertainment             | — | AT42 (1 Wo.)AT | CH70 (1 Wo.)CH | — | US30 (1 Wo.)US | Erstveröffentlichung: 29. März 2024 mit Machine Gun Kelly |

Weitere EPs
- 2016: Awakening My InnerBeast
- 2016: Beast Mode
- 2016: Rock the World, Trippie
- 2017: White Room Project
- 2017: A Love Letter You’ll Never Get
- 2017: Angles and Demons (mit Lil Wop)

## Singles

### Als Leadmusiker
| Jahr | Titel Album                                 | Höchstplatzierung, Gesamtwochen, AuszeichnungChartplatzierungen (Jahr, Titel, Album, Platzierungen, Wochen, Auszeichnungen, Anmerkungen) | Höchstplatzierung, Gesamtwochen, AuszeichnungChartplatzierungen (Jahr, Titel, Album, Platzierungen, Wochen, Auszeichnungen, Anmerkungen) | Höchstplatzierung, Gesamtwochen, AuszeichnungChartplatzierungen (Jahr, Titel, Album, Platzierungen, Wochen, Auszeichnungen, Anmerkungen) | Höchstplatzierung, Gesamtwochen, AuszeichnungChartplatzierungen (Jahr, Titel, Album, Platzierungen, Wochen, Auszeichnungen, Anmerkungen) | Höchstplatzierung, Gesamtwochen, AuszeichnungChartplatzierungen (Jahr, Titel, Album, Platzierungen, Wochen, Auszeichnungen, Anmerkungen) | Anmerkungen                                                                             |
| Jahr | Titel Album                                 | DE | AT | CH | UK | US | Anmerkungen                                                                             |
| --- | ------------------------------------------- | --- | --- | --- | --- | --- | --------------------------------------------------------------------------------------- |
| 2017 | Bust Down A Love Letter to You 2            | — | — | — | — | US— PlatinUS | Erstveröffentlichung: 15. September 2017                                                |
| 2017 | In Too Deep A Love Letter to You 2          | — | — | — | — | US— GoldUS | Erstveröffentlichung: 27. September 2017                                                |
| 2017 | Dark Knight Dummo Life’s a Trip             | — | — | — | UK— SilberUK | US72 ×3Dreifachplatin · (7 Wo.)US | Erstveröffentlichung: 6. Dezember 2017 Verkäufe: + 3.445.000; feat. Travis Scott        |
| 2018 | Taking a Walk Life’s a Trip                 | — | — | — | UK80 Silber · (1 Wo.)UK | US46 ×3Dreifachplatin · (3 Wo.)US | Erstveröffentlichung: 6. August 2018 Verkäufe: + 3.455.000                              |
| 2018 | Topanga A Love Letter to You 3              | — | — | — | UK88 Silber · (1 Wo.)UK | US52 ×2Doppelplatin · (5 Wo.)US | Erstveröffentlichung: 22. Oktober 2018 Verkäufe: + 2.390.000                            |
| 2019 | Under Enemy Arms !                          | — | — | — | — | US94 Gold · (1 Wo.)US | Erstveröffentlichung: 29. Mai 2019 Verkäufe: + 500.000                                  |
| 2019 | Mac 10 !                                    | — | — | — | — | US64 Platin · (2 Wo.)US | Erstveröffentlichung: 24. Juli 2019 Verkäufe: + 1.000.000; feat. Lil Baby & Lil Duke    |
| 2019 | Love Me More A Love Letter to You 4         | — | — | — | — | US79 Platin · (2 Wo.)US | Erstveröffentlichung: 1. November 2019 Verkäufe: + 1.040.000                            |
| 2019 | Death A Love Letter to You 4                | — | — | — | — | US59 Platin · (7 Wo.)US | Erstveröffentlichung: 12. November 2019 Verkäufe: + 1.000.000; feat. DaBaby             |
| 2019 | Who Needs Love A Love Letter to You 4       | — | — | — | — | US58 Platin · (2 Wo.)US | Erstveröffentlichung: 19. November 2019 Verkäufe: + 1.005.000                           |
| 2020 | Excitement Pegasus                          | — | — | — | — | US— PlatinUS | Erstveröffentlichung: 15. Mai 2020 Verkäufe: + 1.000.000; feat. PartyNextDoor           |
| 2021 | Miss the Rage Trip at Knight                | DE87 (1 Wo.)DE | AT56 (1 Wo.)AT | CH30 (2 Wo.)CH | UK32 Silber · (4 Wo.)UK | US11 Platin · (11 Wo.)US | Erstveröffentlichung: 7. Mai 2021 Verkäufe: + 1.465.000; mit Playboi Carti              |
| 2021 | Holy Smokes Trip at Knight                  | — | — | — | — | US50 Gold · (3 Wo.)US | Erstveröffentlichung: 16. Juli 2021 Verkäufe: + 500.000; feat. Lil Uzi Vert             |
| 2022 | Big 14 –                                    | — | — | — | — | US96 (1 Wo.)US | Erstveröffentlichung: 5. August 2022 mit Moneybagg Yo & Offset                          |
| 2022 | Ain’t Safe –                                | — | — | — | — | US92 (1 Wo.)US | Erstveröffentlichung: 28. Oktober 2022 feat. Don Toliver                                |
| Folgende Lieder erschienen nicht als Single, wurden aber durch das Album zum Download und Streaming bereitgestellt und konnten somit eine Platzierung erlangen: |                                             | | | | | |                                                                                         |
| |                                             | | | | | |                                                                                         |
| 2018 | 1400 / 999 Freestyle A Love Letter to You 3 | — | — | — | UK— SilberUK | US55 ×3Dreifachplatin · (3 Wo.)US | Charteinstieg: 9. November 2018 Verkäufe: + 3.460.000; feat. Juice Wrld                 |
| 2018 | Love Scars 3 A Love Letter to You 3         | — | — | — | UK— SilberUK | US73 Platin · (1 Wo.)US | Charteinstieg: 9. November 2018 Verkäufe: + 1.200.000                                   |
| 2018 | Negative Energy A Love Letter to You 3      | — | — | — | — | US89 Gold · (1 Wo.)US | Charteinstieg: 9. November 2018 Verkäufe: + 500.000; feat. Kodie Shane                  |
| 2018 | Toxic Waste A Love Letter to You 3          | — | — | — | — | US98 Gold · (1 Wo.)US | Charteinstieg: 9. November 2018 Verkäufe: + 500.000                                     |
| 2019 | Snake Skin !                                | — | — | — | — | US87 (1 Wo.)US | Charteinstieg: 24. August 2019                                                          |
| 2019 | 6 Kiss A Love Letter to You 4               | — | — | — | — | US60 Platin · (4 Wo.)US | Charteinstieg: 7. Dezember 2019 Verkäufe: + 1.040.000; feat. Juice Wrld & YNW Melly     |
| 2019 | Hate Me A Love Letter to You 4              | — | — | — | — | US84 Platin · (1 Wo.)US | Charteinstieg: 7. Dezember 2019 Verkäufe: + 1.000.000; feat. YoungBoy Never Broke Again |
| 2020 | Weeeeee Pegasus                             | — | — | — | — | US80 Gold · (1 Wo.)US | Charteinstieg: 14. November 2020 Verkäufe: + 500.000                                    |
| 2021 | Matt Hardy 999 Trip at Knight               | — | — | — | UK82 (1 Wo.)UK | US49 Gold · (2 Wo.)US | Charteinstieg: 2. September 2021 Verkäufe: + 500.000; mit Juice Wrld                    |
| 2021 | Rich MF Trip at Knight                      | — | — | — | — | US56 Gold · (1 Wo.)US | Charteinstieg: 4. September 2021 Verkäufe: + 500.000; feat. Lil Durk & Polo G           |
| 2021 | Betrayal Trip at Knight                     | — | — | — | — | US67 (1 Wo.)US | Charteinstieg: 4. September 2021 feat. Drake                                            |
| 2021 | MP5 Trip at Knight                          | — | — | — | — | US86 (1 Wo.)US | Charteinstieg: 4. September 2021 feat. SoFaygo                                          |
| 2021 | Danny Phantom Trip at Knight                | — | — | — | — | US92 (1 Wo.)US | Charteinstieg: 4. September 2021 feat. XXXTentacion                                     |
| 2021 | Demon Time Trip at Knight                   | — | — | — | — | US94 (1 Wo.)US | Charteinstieg: 4. September 2021 feat. Ski Mask the Slump God                           |
| 2023 | Knight Crawler Mansion Musik                | — | — | — | — | US52 (2 Wo.)US | Charteinstieg: 4. Februar 2023 feat. Juice Wrld                                         |
| 2023 | Fully Loaded Mansion Musik                  | — | — | — | — | US86 (1 Wo.)US | Charteinstieg: 4. Februar 2023 feat. Future & Lil Baby                                  |
| 2023 | Krzy Train Mansion Musik                    | — | — | — | — | US90 (1 Wo.)US | Charteinstieg: 4. Februar 2023 feat. Travis Scott                                       |

### Als Gastmusiker
| Jahr | Titel Album                        | Höchstplatzierung, Gesamtwochen, AuszeichnungChartplatzierungen (Jahr, Titel, Album, Platzierungen, Wochen, Auszeichnungen, Anmerkungen) | Höchstplatzierung, Gesamtwochen, AuszeichnungChartplatzierungen (Jahr, Titel, Album, Platzierungen, Wochen, Auszeichnungen, Anmerkungen) | Höchstplatzierung, Gesamtwochen, AuszeichnungChartplatzierungen (Jahr, Titel, Album, Platzierungen, Wochen, Auszeichnungen, Anmerkungen) | Höchstplatzierung, Gesamtwochen, AuszeichnungChartplatzierungen (Jahr, Titel, Album, Platzierungen, Wochen, Auszeichnungen, Anmerkungen) | Höchstplatzierung, Gesamtwochen, AuszeichnungChartplatzierungen (Jahr, Titel, Album, Platzierungen, Wochen, Auszeichnungen, Anmerkungen) | Anmerkungen                                                                                                 |
| Jahr | Titel Album                        | DE | AT | CH | UK | US | Anmerkungen                                                                                                 |
| --- | ---------------------------------- | --- | --- | --- | --- | --- | --- |
| 2017 | Fuck Love 17                       | — | AT69 (2 Wo.)AT | CH48 (4 Wo.)CH | UK89 Platin · (4 Wo.)UK | US28 Diamant · (21 Wo.)US | Erstveröffentlichung: 25. August 2017 Verkäufe: + 11.223.333; XXXTentacion feat. Trippie Redd               |
| 2017 | Ill Nana Big Baby DRAM             | — | — | — | — | — | Erstveröffentlichung: 29. September 2017 DRAM feat. Trippie Redd                                            |
| 2018 | 18 –                               | — | — | — | — | — | Erstveröffentlichung: 16. Januar 2018 Kris Wu, Rich Brian, Joji feat. Trippie Redd & Baauer                 |
| 2018 | Wish California                    | — | — | — | — | US— PlatinUS | Erstveröffentlichung: 23. März 2018 Diplo feat. Trippie Redd                                                |
| 2018 | Jump –                             | — | — | — | — | — | Erstveröffentlichung: 4. Mai 2018 Julia Michaels feat. Trippie Redd                                         |
| 2019 | Gone Girl –                        | — | — | — | — | US— PlatinUS | Erstveröffentlichung: 4. Juli 2019 Iann Dior feat. Trippie Redd                                             |
| 2020 | Wake Up Call Dissimulation         | — | — | — | UK11 Silber · (9 Wo.)UK | — | Erstveröffentlichung: 31. Januar 2020 Verkäufe: + 200.000; KSI feat. Trippie Redd                           |
| 2020 | Tell Me U Luv Me Legends Never Die | DE— aDE | — | — | UK56 Silber · (1 Wo.)UK | US38 Platin · (4 Wo.)US | Erstveröffentlichung: 29. Mai 2020 Verkäufe: + 1.200.000; Juice Wrld feat. Trippie Redd                     |
| 2020 | Louboutin –                        | DE76 (1 Wo.)DE | — | — | — | — | Erstveröffentlichung: 5. Juni 2020 Data Luv feat. Trippie Redd                                              |
| 2020 | Blastoff B4 the Storm              | — | — | — | UK90 (1 Wo.)UK | US79 Platin · (1 Wo.)US | Erstveröffentlichung: 28. August 2020 Verkäufe: + 1.080.000; Internet Money feat. Juice Wrld & Trippie Redd |
| 2020 | Bad Vibes Forever                  | — | — | — | UK— SilberUK | US85 (1 Wo.)US | Erstveröffentlichung: 22. November 2019 Verkäufe: + 215.000; XXXTentacion feat. PnB Rock & Trippie Redd     |
| 2023 | Hurts Me –                         | — | — | — | UK90 Silber · (2 Wo.)UK | US— GoldUS | Erstveröffentlichung: 7. Juli 2023 Verkäufe: + 700.000; Tory Lanez feat. Trippie Redd                       |
| 2024 | Thick of It –                      | — | — | — | UK6 Silber · (13 Wo.)UK | US64 Gold · (4 Wo.)US | Erstveröffentlichung: 4. Oktober 2024 Verkäufe: + 775.000; KSI feat. Trippie Redd                           |
| Folgende Lieder erschienen nicht als Single, wurden aber durch das Album zum Download und Streaming bereitgestellt und konnten somit eine Platzierung erlangen: |                                    | | | | | | |
| |                                    | | | | | | |
| 2017 | 66 Lil Boat 2                      | — | — | — | — | US73 Platin · (1 Wo.)US | Charteinstieg: 24. März 2018 Verkäufe: + 1.000.000; Lil Yachty feat. Trippie Redd                           |
| 2021 | Feline Fighting Demons             | — | — | — | — | US56 (1 Wo.)US | Charteinstieg: 25. Dezember 2021 Juice Wrld feat. Polo G & Trippie Redd                                     |

## Statistik

### Chartauswertung
|                     | DE    | AT    | CH    | UK    | US     |
| ------------------- | ----- | ----- | ----- | ----- | ------ |
| Nummer-eins-Alben   | DE—DE | AT—AT | CH—CH | UK—UK | US1US  |
| Top-10-Alben        | DE—DE | AT—AT | CH1CH | UK—UK | US7US  |
| Alben in den Charts | DE4DE | AT4AT | CH8CH | UK7UK | US12US |

|                       | DE    | AT    | CH    | UK     | US     |
| --------------------- | ----- | ----- | ----- | ------ | ------ |
| Nummer-eins-Singles   | DE—DE | AT—AT | CH—CH | UK—UK  | US—US  |
| Top-10-Singles        | DE—DE | AT—AT | CH—CH | UK1UK  | US—US  |
| Singles in den Charts | DE2DE | AT2AT | CH2CH | UK10UK | US36US |

### Auszeichnungen für Musikverkäufe
| Silberne Schallplatte - Vereinigtes Königreich - 2024: für das Lied Candy Goldene Schallplatte - Australien - 2019: für die Single Jump - 2021: für die Single Gone Girl - 2024: für die Single Thick of It - Brasilien - 2024: für die Single Jump - 2024: für die Single Who Needs Love - 2024: für die Single Taking a Walk - 2024: für die Single Excitement - 2024: für das Lied 1400 / 999 Freestyle - Finnland - 2022: für das Lied Candy - Kanada - 2019: für die Single Jump - 2020: für die Single Death - 2020: für das Lied Shake It Up - 2020: für die Single Bust Down - 2020: für das Lied 6 Kiss - 2020: für die Single Love Me More - 2020: für die Single Who Needs Love - 2023: für das Album A Love Letter to You - 2023: für das Album A Love Letter to You 3 - 2023: für das Album Trip at Knight - 2025: für die Single Thick of It - Neuseeland - 2019: für das Lied Love Scars - 2021: für das Album A Love Letter to You 3 - 2022: für das Album A Love Letter to You 4 - 2022: für die Single Bad Vibes Forever - 2025: für das Album Trip at Knight - Polen - 2023: für die Single Miss the Rage - Portugal - 2022: für die Single Taking a Walk - 2022: für die Single Dark Knight Dummo - 2022: für die Single Who Needs Love - Vereinigte Staaten - 2019: für das Lied Ferris Wheel - 2020: für das Lied Love Scars Pt. 2 / Rack City - 2020: für das Lied Can’t Love - 2020: für das Lied Missing My Idols - 2020: für das Lied Murda - 2021: für das Lied Forever Ever - 2022: für das Lied Love Sick - 2022: für das Lied Leray - 2022: für das Lied I Tried Loving - 2022: für das Lied Loyalty Before Royalty - 2023: für das Lied R.I.P. | Platin-Schallplatte - Dänemark - 2021: für die Single Fuck Love - Italien - 2019: für die Single Fuck Love - Kanada - 2020: für das Lied Poles 1469 - 2021: für die Single Blastoff - 2023: für das Album A Love Letter to You 4 - 2023: für das Album Life’s a Trip - 2023: für die Single Excitement - Neuseeland - 2021: für die Single Taking a Walk - 2022: für die Single Topanga - 2023: für das Album Life’s a Trip - Spanien - 2024: für die Single Fuck Love - Vereinigte Staaten - 2019: für das Lied Poles 1469 - 2020: für das Lied Shake It Up - 2021: für das Lied It Takes Time - 2021: für das Lied Romeo & Juliet - 2021: für das Lied Bang! - 2022: für das Lied The Grinch - 2023: für das Lied Candy 2× Platin-Schallplatte - Brasilien - 2024: für die Single Miss the Rage - Kanada - 2023: für das Lied Love Scars - 2023: für die Single Miss the Rage - 2023: für die Single Topanga - Vereinigte Staaten - 2020: für das Lied Love Scars 3× Platin-Schallplatte - Kanada - 2023: für das Lied 1400 / 999 Freestyle - 2023: für die Single Dark Knight Dummo - 2023: für die Single Taking a Walk 4× Platin-Schallplatte - Neuseeland - 2025: für die Single Fuck Love Diamantene Schallplatte - Frankreich - 2024: für die Single Fuck Love |

Anmerkung: Auszeichnungen in Ländern aus den Charttabellen bzw. Chartboxen sind in ebendiesen zu finden.
| Land/RegionAuszeichnungen für Musikverkäufe (Land/Region, Auszeichnungen, Verkäufe, Quellen) | Silber       | Gold       | Platin       | Diamant     | Verkäufe   | Quellen              |
| -------------------------------------------------------------------------------------------- | ------------ | ---------- | ------------ | ----------- | ---------- | -------------------- |
| Australien (ARIA)                                                                            | —            | 3× Gold3   | —            | —           | 105.000    | aria.com.au          |
| Brasilien (PMB)                                                                              | —            | 5× Gold5   | 2× Platin2   | —           | 180.000    | pro-musicabr.org.br  |
| Dänemark (IFPI)                                                                              | —            | —          | Platin1      | —           | 90.000     | ifpi.dk              |
| Finnland (IFPI)                                                                              | —            | Gold1      | —            | —           | 20.000     | Einzelnachweise      |
| Frankreich (SNEP)                                                                            | —            | —          | —            | Diamant1    | 333.333    | snepmusique.com      |
| Italien (FIMI)                                                                               | —            | —          | Platin1      | —           | 50.000     | fimi.it              |
| Kanada (MC)                                                                                  | —            | 11× Gold11 | 20× Platin20 | —           | 2.040.000  | musiccanada.com      |
| Neuseeland (RMNZ)                                                                            | —            | 5× Gold5   | 7× Platin7   | —           | 247.500    | radioscope.co.nz NZ2 |
| Polen (ZPAV)                                                                                 | —            | Gold1      | —            | —           | 25.000     | olis.pl              |
| Portugal (AFP)                                                                               | —            | 3× Gold3   | —            | —           | 15.000     | Einzelnachweise      |
| Spanien (Promusicae)                                                                         | —            | —          | Platin1      | —           | 60.000     | elportaldemusica.es  |
| Vereinigte Staaten (RIAA)                                                                    | —            | 23× Gold23 | 39× Platin39 | Diamant1    | 60.500.000 | riaa.com             |
| Vereinigtes Königreich (BPI)                                                                 | 14× Silber14 | —          | Platin1      | —           | 3.120.000  | bpi.co.uk            |
| Insgesamt                                                                                    | 14× Silber14 | 52× Gold52 | 72× Platin72 | 2× Diamant2 |            |                      |